# 索莱米约 (伊泽尔省)
索莱米约（法語：Soleymieu，法語發音：[sɔlɛmjø]）是法国伊泽尔省的一个市镇，属于拉图尔迪潘区。

## 地理
索莱米约（45°42'35"N, 5°20'59"E）面积13.36 平方千米，位于法国奥弗涅-罗讷-阿尔卑斯大区伊泽尔省，该省份为法国东南部内陆省份，北起顺时针与安省、萨瓦省、上阿尔卑斯省、德龙省、阿尔代什省、卢瓦尔省和罗讷省。
与索莱米约接壤的市镇（或旧市镇、城区）包括：库特奈、萨拉尼翁、塞尔梅里约、锡雪-圣于连和卡里雪、特雷普、阿朗东-帕桑。

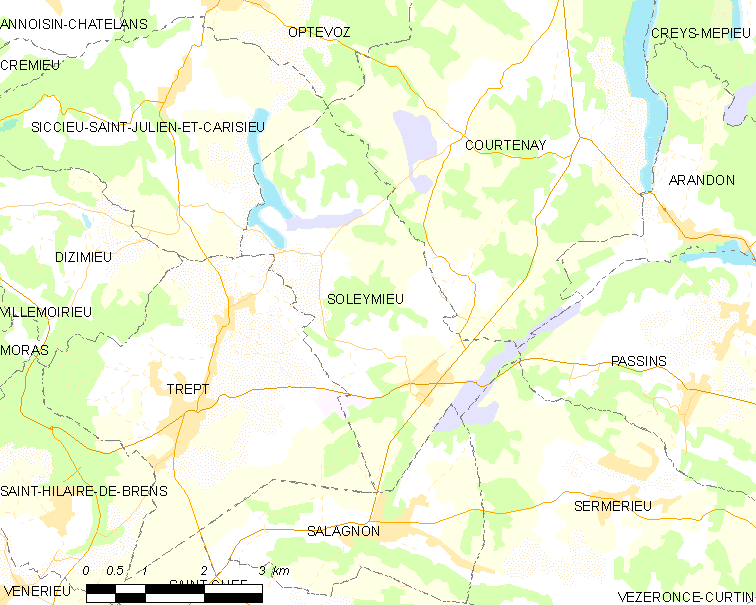
的OSM定位图

索莱米约的时区为UTC+01:00、UTC+02:00（夏令时）。

## 行政
索莱米约的邮政编码为38460，INSEE市镇编码为38494。

## 政治
索莱米约所属的省级选区为莫雷斯泰勒县。

## 人口

1962-2008年间人口变化图示

索莱米约于2022年1月1日时的人口数量为849人。